# Złote Ballady
Złote Ballady – składanka zespołu Universe wydana w 1999 roku, przez wytwórnię Silverton. Na płycie znajdują się 4 nowe, niepublikowane wcześniej utwory.

## Lista utworów
| 1.  | "Tyle chciałem Ci dać"                                         |  |
|     | - muz. Mirosław Breguła, sł. Beata Kozidrak i Mirosław Breguła |  |
| 2.  | "Najbardziej z wszystkich kobiet"                              |  |
|     | - muz. i sł. Mirosław Breguła                                  |  |
| 3.  | "Zostań ze mną"                                                |  |
|     | - muz. i sł. Mirosław Breguła                                  |  |
| 4.  | "Drugie narodzenie"                                            |  |
|     | - muz. Mirosław Breguła, sł. Henryk Czich                      |  |
| 5.  | "Wróżki"                                                       |  |
|     | (utwór premierowy) - muz. i sł. Mirosław Breguła               |  |
| 6.  | "Tak musi być"                                                 |  |
|     | - muz. Henryk Czich, sł. Mirosław Breguła                      |  |
| 7.  | "Jestem obok ciebie"                                           |  |
|     | - muz. i sł. Henryk Czich                                      |  |
| 8.  | "Być przy tobie"                                               |  |
|     | - muz. Mirosław Breguła i Henryk Czich, sł. Mirosław Breguła   |  |
| 9.  | "Niby bracia"                                                  |  |
|     | - muz. Mirosław Breguła, sł. Mirosław Breguła i Adam Lakota    |  |
| 10. | "Byle było"                                                    |  |
|     | (utwór premierowy) - muz. i sł. Mirosław Breguła               |  |
| 11. | "Ballada o dwóch przyjacielach"                                |  |
|     | - muz. i sł. Mirosław Breguła                                  |  |
| 12. | "Ona wie"                                                      |  |
|     | - muz. i sł. Mirosław Breguła                                  |  |
| 13. | "Wołanie przez ciszę"                                          |  |
|     | - muz. i sł. Mirosław Breguła i Henryk Czich                   |  |
| 14. | "Dokąd uciec chcesz ?"                                         |  |
|     | - muz. Mirosław Breguła i Henryk Czich, sł. ks. Jerzy Szymik   |  |
| 15. | "Jak Piotruś Pan"                                              |  |
|     | (utwór premierowy) - muz. i sł. Mirosław Breguła               |  |
| 16. | "Bajecznie zimowa piosenka"                                    |  |
|     | (utwór premierowy) - muz. i sł. Henryk Czich                   |  |

## Twórcy
- Mirosław Breguła – śpiew, gitary
- Henryk Czich – śpiew, instrumenty klawiszowe

Gościnnie zaśpiewali:
- Beata Kozidrak – w utworze Tyle chciałem Ci dać
- Janusz Hryniewicz – w utworze Ballada o dwóch przyjacielach

## Dodatkowe informacje
- Mastering: Studio Wrzosowe
- Projekt okładki: Krzysztof Walczak